# Paul de Beauvilliers
Paul de Beauvilliers, Duc de Saint-Aignan, genannt Duc de Beauvilliers (* 24. Oktober 1648 im Schloss Saint-Aignan; † 31. August 1714 in Vaucresson), aus dem Haus Beauvilliers war ein französischer Aristokrat und Staatsmann.

## Leben
Paul de Beauvilliers war der Sohn von François Honorat de Beauvilliers, Duc de Saint-Aignan († 1687), und Anette Servien. Am 10. Dezember 1666 wurde er Premier Gentilhomme de la Chambre du Roi en survivance seines Vaters. Als Militär diente er im Holländischen Krieg (1672–1678), ohne eine entschiedene militärische Berufung zu zeigen.
Er erlangte die Wertschätzung von Ludwig XIV. durch seine Frömmigkeit und sein strenges Leben. Der König ernannte ihn am 6. Dezember 1685 zum Leiter des Königlichen Finanzrates, um den ersten Marschall Villeroy zu ersetzen. Diese im Wesentlichen ehrenamtliche Aufgabe machte ihn zum einzigen geborenen Aristokraten, der mit einer Regierung verbunden war, die aus Männern des Dienstadels bestand, und garantierte ihm ein Jahreseinkommen von fast 100.000 Livre.
Ludwig XIV. ernannte ihn zum Gouverneur der Söhne des Grand Dauphin, am 16. August 1689 von Louis, Herzog von Burgund (* 1682), am 25. August 1690 von Philippe, Herzog von Anjou (* 1683), des späteren spanischen Königs, und am 24. August 1693 von Charles, Herzog von Berry (* 1686).
Beauvilliers holte sich als Erzieher der Prinzen den Abbé Fénelon, der sein Freund wurde und dem er auch treu blieb, als dieser in Ungnade fiel. Am 24. Juli 1691, nach dem Tod von Louvois, wurde er in den Conseil d’en Haut berufen, in dem er einen bedeutenden Platz bis zu seinem Tod einnahm. Er zeigte eine Vorliebe für Friedenspositionen sowohl Pfälzischen Erbfolgekrieg als auch im Spanischen Erbfolgekrieg. Er ist insbesondere dafür bekannt, dass er bei den Provinzintendanten die berühmten Mémoires für den Unterricht des Herzogs von Burgund in Auftrag gegeben hat, Beschreibungen des Zustands der Generalitäten, die zu den Gründungsdokumenten der Statistik in Frankreich gehören. Zudem gehörte er zu den Reformisten, die eine weniger zentralisierte und weniger absolute Monarchie befürworteten, und deren Ideen nach seinem Tod kurzzeitig angewendet wurden (siehe Polysynodie).
Am 30. Dezember 1688 wurde er von Ludwig XIV. zum Ritter im Orden vom Heiligen Geist ernannt. Von Philipp V. von Spanien ernannte ihn im April 1701 zum Granden von Spanien 1. Klasse, im gleichen Jahr zum Ritter im Orden vom Goldenen Vlies. Am 22. Februar 1710 trat er als Premier Gentilhomme ab; er überließ das Amt seinem Schwiegersohn, dem Herzog von Mortemart.
Er starb am 31. August 1714 in seinem Landhaus in Vaucresson bei Versailles, fast auf den Tag genau ein Jahr vor Ludwig XIV. Er wurde im Benediktinerkonvent von Montargis bestattet. Sein Nachfolger als Herzog von Saint-Aignan wurde sein Halbbruder Paul-Hippolyte (1684–1776).

## Ehe und Familie
Mit Ehevertrag vom 20. Januar 1671 heiratete er Henriette-Louise Colbert (1660–1733), die zweite Tochter von Jean-Baptiste Colbert und Marie Charron de Ménars, wodurch er der Schwager von Charles Honoré d’Albert, Duc de Luynes, wurde, beide enge Freunde von Louis de Rouvroy, Duc de Saint-Simon, in dessen Memoiren sie einen bedeutenden Platz einnehmen. Das Ehepaar bekam dreizehn Kinder, erst 9 Töchter, von denen sieben Nonnen wurden, dann vier Söhne, die jung starben:
- Marie Françoise (* 1672; † Oktober 1674)
- Marie Antoinette (* 29. Januar 1679)
- Marie Geneviève (* 16. März 1680)
- Marie Louise (* 9. August 1681; † 9. April 1710)
- Marie Thérèse (* 22. Oktober 1683)
- Marie-Henriette (* 14. April 1685 in Versailles; † 4. September 1718), genannt Mademoiselle de Montigny; ⚭ 19. Dezember 1703 Louis de Rochechouart, Duc de Mortemart, Pair de France (* 3. Oktober 1681; † 31. Juli 1746)
- Marie Paule (* 9. April 1686)
- Marie (* 19. September 1687)
- Marie Françoise (* 24. September 1688; † Januar 1716)
- Louis (* 10. Januar 1690; † 2. Dezember 1705)
- Sohn (* April 1691; † 19. Februar 1695)
- Paul Jean Baptiste (* 10. August 1692; † 25. November 1705)
- Jean Baptiste Joseph (* 9. August 1693; † 1694)